# HMS Scimitar (H21)
«Сімітар» (англ. HMS Scimitar (H21) — військовий корабель, ескадрений міноносець типу «S» Королівського військово-морського флоту Великої Британії за часів Першої та Другої світових війн.

## Історія створення
«Сімітар» був закладений 30 травня 1917 року на верфі компанії John Brown & Company у Клайдбанку. 27 лютого 1918 року він був спущений на воду, а 13 квітня 1918 року увійшов до складу Королівських ВМС Великої Британії.

## Історія служби
Корабель брав участь у бойових діях на морі в Другій світовій війні.

### 1940
У травні есмінець допомагав в евакуації військ союзників із Дюнкерка, де зіткнувся з есмінцем «Ікарус», діставши пошкодження гвинтів після того, як сів на мілину. У червні, перебуваючи на ремонті в Портленді, він отримав незначні пошкодження внаслідок повітряного нальоту Люфтваффе. У липні він залучався до перекидання загону командос № 3 до Дартмута в контексті підготовки до рейду на окупований німцями британський острів Гернсі, який згодом скасували. Згодом корабель перевели у розпорядження Командування Західних підходів, де він залучався до супроводження атлантичного конвою HX 72 і у вересні допоміг відбити атаку німецького підводного човна U-32.

### 1941
З січня до травня 1941 року «Сімітар» виконував завдання із супроводу конвоїв у складі 8-ї ескортної групи, до якої також входили лідер ескадрених міноносців «Малькольм», есмінці «Вотчмен», «Сардонікс», «Роскінгем», корвети «Арабіс», «Вербена», «Вайолет», «Монкшуд», «Петунія», «Далія».
З 27 по 30 червня 1941 «Сімітар» у складі своєї групи супроводжував конвой HX 133, який піддався потужним атакам німецьких підводних човнів. За одну ніч конвой втратив 5 суден. 29 червня есмінець у взаємодії з «Малькольм», корветами «Арабіс» і «Вайолет» та мінним тральщиком «Спідвелл» брав участь у знищенні південніше Ісландії субмарини U-651, з борту якої були врятовані 45 членів екіпажу.

### 1943
У січні 1943 року корабель включили до складу 21-ї ескортної групи з есмінцями «Саладін», «Скейт» і «Сейбр», де «Сімітар» залучався для супроводу британсько-ісландських конвоїв до липня, доки не зазнав пошкоджень у важких погодних умовах і не був виведений до ремонту до вересня. Потім він діяв з есмінцями «Ланкастер», «Сардонікс» і «Метеор» у ролі супроводу мінних загороджувачів «Агамемнон», «Менестей» і «Порт-Квебек» під час мінування Північного загородження (операція SN 222B). У жовтні «Сімітар» вивели, зважаючи на вік старого есмінця, від виконання обов'язків супроводу в Атлантичному океані. Корабель перейшов до Плімута для супроводу суден у Каналі.